# Tunga monositus
Tunga monositus (лат.) — вид блох из семейства Tungidae. Северная Америка: США, Мексика.

## Описание
Паразиты различных видов млекопитающих, среди хозяев грызуны: белоногие хомячки Peromyscus и лесные хомяки Neotoma.
Размер неосом (гипертрофированных самок; длина, ширина, высота): 6×5×4 мм.